# 사쿠라 만카이
사쿠라 만카이(さくら満開 벚꽃 만개[*])는 2004년 2월 25일에 발매된 모닝구무스메 사쿠라구미의 두 번째 싱글이다.

## 개요
- 2003년 9월, 모닝구무스메 15명의 멤버를 모닝구무스메 사쿠라구미와 모닝구무스메 오토메구미로 나누어 활동을 시작하였다.

- 멤버는 아베 나츠미가 모닝구무스메는 물론 이 유닛도 졸업을 하였기 때문에, 야구치 마리, 요시자와 히토미, 카고 아이, 다카하시 아이, 콘노 아사미, 니이가키 리사, 카메이 에리 등 7명이다.

- 무대 의상은 전작에 이어 분홍색이며, 기모노풍에 맞춰 부채를 안무 도구로 사용하였다.

## 수록곡
1. さくら満開
작사, 작곡 : 층쿠 / 편곡 : 다카하시 유이치
2. Say Yeah! -もっとミラクルナイト- (モーニング娘。さくら組Version)
작사, 작곡 : 층쿠 / 편곡 : 모리오 다카시
3. 抱いてHOLD ON ME! (モーニング娘。さくら組Version)
작사, 작곡 : 층쿠 / 편곡 : 마에시마 야스아키
4. さくら満開 (Instrumental)

## 참여 뮤지션
※괄호는 트랙 번호
- 다카하시 유이치 - 기타, 프로그래밍 (1)
- 장샤오친 - 중국고쟁 (1)
- 다시로 고이치로 - 샤미센 (1)
- 이나바 아쓰코 - 코러스 (1)
- 모리오 다카시 - 전 악기 (2)
- 모닝구무스메 사쿠라구미 - 코러스 (2, 3)
- 층쿠♂ - 코러스 (2, 3)
- 마에지마 야스아키 - 키보드, 프로그래밍 (3)
- GEMI TAYLOR - 기타 (3)

## 차트
- 주간최고순위 2위 (오리콘 차트)